# Cantone di Château-Renault
Il Cantone di Château-Renault è una divisione amministrativa dell'arrondissement di Tours.
A seguito della riforma approvata con decreto del 18 febbraio 2014, che ha avuto attuazione dopo le elezioni dipartimentali del 2015, è passato da 16 a 36 comuni.

## Composizione
I 16 comuni facenti parte prima della riforma del 2014 erano:
- Autrèche
- Auzouer-en-Touraine
- Le Boulay
- Château-Renault
- Crotelles
- Dame-Marie-les-Bois
- La Ferrière
- Les Hermites
- Monthodon
- Morand
- Neuville-sur-Brenne
- Nouzilly
- Saint-Laurent-en-Gâtines
- Saint-Nicolas-des-Motets
- Saunay
- Villedômer

Dal 2015 i comuni appartenenti al cantone sono i seguenti 36:
- Autrèche
- Auzouer-en-Touraine
- Beaumont-la-Ronce
- Le Boulay
- Bueil-en-Touraine
- Cerelles
- Charentilly
- Château-Renault
- Chemillé-sur-Dême
- Crotelles
- Dame-Marie-les-Bois
- Épeigné-sur-Dême
- La Ferrière
- Les Hermites
- Louestault
- Marray
- Monthodon
- Morand
- Neuillé-Pont-Pierre
- Neuville-sur-Brenne
- Neuvy-le-Roi
- Nouzilly
- Pernay
- Rouziers-de-Touraine
- Saint-Antoine-du-Rocher
- Saint-Aubin-le-Dépeint
- Saint-Christophe-sur-le-Nais
- Saint-Laurent-en-Gâtines
- Saint-Nicolas-des-Motets
- Saint-Paterne-Racan
- Saint-Roch
- Saunay
- Semblançay
- Sonzay
- Villebourg
- Villedômer